# Hayastani Ankaxowt'yan Gavat' 2011
La Coppa dell'Indipendenza 2011 è stata la 20ª edizione della Coppa nazionale armena. Il torneo è iniziato il 10 marzo e si è concluso l'11 maggio 2011. Il Mika Yerevan ha vinto la coppa per la sesta volta, battendo in finale lo Širak e conquistando l'accesso al secondo turno preliminare della UEFA Europa League 2011-2012.

## Formula
Alla Coppa hanno partecipato solo le 8 squadre della Bardsragujn chumb 2011. Quarti di finale e semifinali si sono giocati con partite di andata e ritorno, la finale in gara unica.

## Quarti di finale
| Squadra 1   | Totale | Squadra 2 | Andata | Ritorno |
| ----------- | ------ | --------- | ------ | ------- |
| Širak       | 2 – 1  | P'yownik  | 1 – 1  | 1 – 0   |
| Banants     | 3 – 1  | Ganjasar  | 3 – 0  | 0 – 1   |
| Ulisses     | 2 – 0  | Ararat    | 1 – 0  | 1 – 0   |
| Mika Erevan | 5 – 2  | Impuls    | 3 – 0  | 2 – 2   |

## Semifinali
| Squadra 1   | Totale | Squadra 2 | Andata | Ritorno |
| ----------- | ------ | --------- | ------ | ------- |
| Širak       | 2 – 1  | Ulisses   | 0 – 1  | 2 – 0   |
| Mika Erevan | 4 – 3  | Banants   | 3 – 3  | 1 – 0   |

## Finale
| Arbitro: | David Fernández Borbalán |

|              |           |                                                |
| Barikyan 42’ | Marcatori | 16’ Alex Henrique 35’ 68’ Beglaryan 90+1’ Dong |